# رسول نويدكيا
رسول نويدكيا (من مواليد 21 ديسمبر 1983) هو لاعب كرة قدم إيراني لعب مع نادي سباهان أصفهان في دوري المحترفين الإيراني، وهو الشقيق الأصغر للاعب محرم نويدكيا.

## روابط خارجية
- رسول نويدكيا على موقع قاعدة بيانات كرة القدم.إي يو (الإنجليزية)